# Kinoguitan
Kinoguitan is een gemeente in de Filipijnse provincie Misamis Oriental op het eiland Mindanao. Bij de laatste census in 2007 had de gemeente bijna 12 duizend inwoners.

## Geografie

### Bestuurlijke indeling
Kinoguitan is onderverdeeld in de volgende 15 barangays:
| - Beray - Bolisong - Buko - Calubo - Campo - Esperanza - Kagumahan - Kalitian | - Kitotok - Panabol - Poblacion - Salicapawan - Salubsob - Suarez - Sumalag |

## Demografie
Kinoguitan had bij de census van 2007 een inwoneraantal van 11.915 mensen. Dit zijn 1.396 mensen (13,3%) meer dan bij de vorige census van 2000. De gemiddelde jaarlijkse groei komt daarmee uit op 1,73%, hetgeen lager is dan het landelijk jaarlijks gemiddelde over deze periode (2,04%). Vergeleken met de census van 1995 is het aantal mensen met 1.509 (14,5%) toegenomen.

De bevolkingsdichtheid van Kinoguitan was ten tijde van de laatste census, met 11.915 inwoners op 42,56 km², 280 mensen per km².